# Das stumme Duell
Das stumme Duell (jap. 静かなる決闘, Shizukanaru Kettō) ist ein im Jahr 1949 von Daiei produziertes Schwarzweiß-Filmdrama nach dem Stück von Kazuo Kikuta. Regie führte Akira Kurosawa.

## Handlung
Während des Zweiten Weltkriegs steckt sich der junge und idealistische Arzt Kyoji Fujisaki bei einem Soldaten durch eine sich während einer Operation in einem Militärlazarett zugefügte Schnittwunde am Finger mit der Syphilis an. Heimgekehrt, arbeitet er in dem Krankenhaus seines Vaters Konosuke Fujisaki und versucht bestmöglich, seine Krankheit zu behandeln. Obwohl er sich moralisch nichts zu Schulden kommen lassen hat, kann er mit seinem Gewissen seine Verlobung mit Misao Matsumoto nicht mehr vereinbaren und löst die Verlobung ohne weitere Erklärungen. Misao ist am Boden zerstört, aber entschließt sich entgegen ihren Gefühlen, einen anderen Mann zu heiraten. Währenddessen trifft Kyoji auf Susumu Nakada, den Soldaten aus dem Lazarett, bei dem er sich angesteckt hatte. Er muss feststellen, dass dieser, entgegen sämtlicher Moral, auch seine Frau mit der Syphilis angesteckt hat, die nun ein Kind erwartet. Für Susumu und sein noch ungeborenes Kind kommt jegliche Rettung zu spät, aber seine Frau kann noch rechtzeitig mit einer Behandlung beginnen. Obschon der Film eine tragische Grundstimmung hat, endet er lebensbejahend.

## Kritik
Vincent Canby bezeichnet den Film als Fußnote einer großen Karriere und benennt als Problem, dass das Grundthema des Filmes, die Syphiliserkrankung, nicht mehr den Schrecken der Entstehungszeit des Filmes habe.

## Hintergrund
Das stumme Duell ist der einzige Film Kurosawas, der nach einem zeitgenössischen Theaterstück entstand.